# Alfredo Jalife-Rahme
Pour les articles homonymes, voir Rahme.
 (mai 2018).
Si vous disposez d'ouvrages ou d'articles de référence ou si vous connaissez des sites web de qualité traitant du thème abordé ici, merci de compléter l'article en donnant les références utiles à sa vérifiabilité et en les liant à la section « Notes et références ».
Alfredo Jalife-Rahme (né le 24 mai 1948) est un analyste politique mexicain, d'origine libanaise[réf. nécessaire], spécialisé en relations internationales, antisémitisme, économie, géopolitique et mondialisation.